# Gymnosporia esquirolii
Gymnosporia esquirolii är en benvedsväxtart som beskrevs av Lév. Gymnosporia esquirolii ingår i släktet Gymnosporia och familjen Celastraceae. Inga underarter finns listade.